# Terre Neuve (ort)
Terre Neuve är en ort i Haiti.   Den ligger i departementet Artibonite, i den nordvästra delen av landet, 130 km norr om huvudstaden Port-au-Prince. Terre Neuve ligger 452 meter över havet och antalet invånare är 911.
Terrängen runt Terre Neuve är huvudsakligen kuperad, men söderut är den bergig. Terrängen runt Terre Neuve sluttar västerut. Runt Terre Neuve är det tätbefolkat, med 308 invånare per kvadratkilometer. Närmaste större samhälle är Gonayiv, 19,4 km sydost om Terre Neuve. Omgivningarna runt Terre Neuve är en mosaik av jordbruksmark och naturlig växtlighet.